# Vodenți, Haskovo
Vodenți (în bulgară Воденци) este un sat în comuna Stambolovo, regiunea Haskovo,  Bulgaria. 

## Demografie
Componența etnică a satului Vodenți
     Turci (98,71%)
     Nicio identificare (1,28%)
     Altele (0%)
La recensământul din 2011, populația satului Vodenți era de 78 locuitori. Din punct de vedere etnic, majoritatea locuitorilor (98,71%) erau turci. Pentru 1,28% din locuitori nu este cunoscută apartenența etnică.